# بانگ جه مین
بانگ جه مین (کره‌ای: 방재민؛ زادهٔ ۲۶ مارس ۱۹۹۹) بازیگر و رپر اهل کره جنوبی است. او به عنوان بازیگر در سال ۲۰۱۸ با حضور در مدیریت عالی فعالیتش را آغاز کرد. او در برنامه رقابتی شبکه ام‌نت به نام های اِسکول رپر شرکت کرد.

## فیلم‌شناسی

### مجموعه تلویزیونی
| سال  | عنوان          | نقش       | توضیحات  | منابع |
| ---- | -------------- | --------- | -------- | ----- |
| ۲۰۲۲ | تابستان درخشان | هو جه هون | نقش مکمل | [ ۲ ] |

### مجموعه اینترنتی
| سال  | عنوان                     | نقش         | توضیحات | منابع       |
| ---- | ------------------------- | ----------- | ------- | ----------- |
| ۲۰۱۸ | مدیریت عالی               | جانگ یی ریپ |         | [ ۳ ]       |
| ۲۰۲۲ | ایکس عزیزی که دوستم نداره | کیم دو بی   |         | [ ۴ ] [ ۵ ] |

### برنامه تلویزیونی
| سال  | عنوان           | نقش        | توضیحات                 | منابع       |
| ---- | --------------- | ---------- | ----------------------- | ----------- |
| ۲۰۱۷ | های اِسکول رپر   | شرکت کننده | حذف در مرحله نیمه نهایی | [ ۶ ] [ ۷ ] |
| ۲۰۱۸ | های اِسکول رپر ۲ | شرکت کننده | حذف در مرحله نیمه نهایی | [ ۸ ] [ ۹ ] |